# Scottish Rugby Union
Die Scottish Rugby Union, kurz SRU, schottisch-gälisch Aonadh Rugbaidh na h-Alba, ist der nationale Sportverband für Rugby Union und Siebener-Rugby in Schottland. Sie übernimmt die Organisation von Länderspielen und ist zuständig für die Ausbildung und das Training von Spielern und Schiedsrichtern. Sie wurde 1873 als Scottish Football Union (SFU) gegründet und ist damit nach der englischen Rugby Football Union der zweitälteste nationale Rugby-Union-Verband. Der Verband hat seinen Sitz beim Murrayfield Stadium in Edinburgh, in dem traditionell die Heimspiele der schottischen Nationalmannschaft ausgetragen werden. Seit 1886 vertritt er Schottland beim Weltverband World Rugby und seit 1999 beim Kontinentalverband Rugby Europe.

## Aufgabe

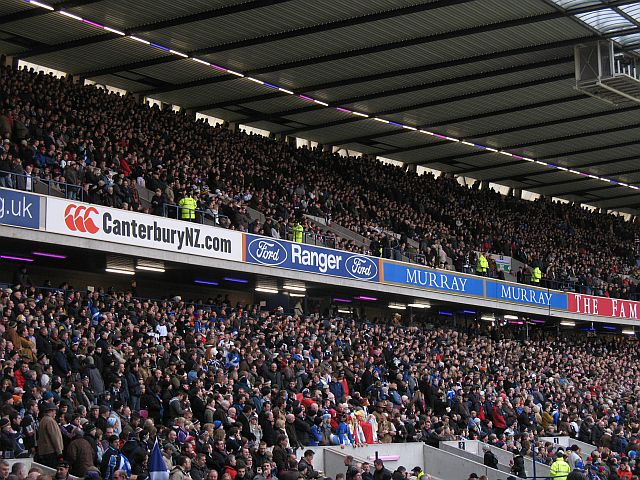
Die Westtribüne des Murrayfield Stadium zeigt die Popularität des schottischen Rugby auf internationaler Ebene

Die Scottish Rugby Union stellt die Schottland vertretenden Nationalmannschaften, einschließlich der für die Männer, Frauen und Jugend, zusammen. Scotland A bildet die zweite Mannschaft von Schottland. Daneben organisiert der Verband das Kinder- und Jugend-Rugby in Schottland. Kinder und Jugendliche werden bereits in der Schule an den Rugbysport herangeführt und je nach Interesse und Talent beginnt dann die Ausbildung. Für Schüler gibt es die Nationalmannschaft der Schoolboys, die sich als Vorstufe zur Nationalmannschaft entwickelt hat. Wie andere Rugbynationen verfügt Schottland über eine U-20-Nationalmannschaft, die an den entsprechenden Six Nations und Weltmeisterschaften teilnimmt. Ebenso ist die Scottish Rugby Union verantwortlich für die schottische Siebener-Rugby-Union-Nationalmannschaft und da Siebener-Rugby eine olympische Sportart ist, arbeitet sie hier mit dem British Olympic Association zusammen.
Die Scottish Rugby Union richtet auch regelmäßig internationale Turniere aus. So war sie bereits Gastgeber der Weltmeisterschaften 1991 und 1999 (zusammen mit den anderen damaligen Five Nations), sowie der Weltmeisterschaft 2007 (zusammen mit Frankreich und Wales). Außerdem waren sie Gastgeber der Frauen-Rugby-Union-Weltmeisterschaft im Jahr 1994. Zusammen mit der Rugby Football Union, Fédération française de rugby, der Federazione Italiana Rugby, der Irish Rugby Football Union und der Welsh Rugby Union ist die SRU zuständig für die Organisation der jährlichen Six Nations und der Frauen-Six-Nations, der wichtigsten Rugby-Union-Turniere der Nordhemisphäre.
Der Verband organisiert auch den nationalen Spielbetrieb. Die höchste Rugby-Union-Liga für Schottland ist die United Rugby Championship, an der 14 Mannschaften aus Irland, Italien, Schottland, Südafrika und Wales teilnehmen, darunter die zwei schottischen Mannschaften Edinburgh Rugby und Glasgow Warriors. Darunter ist die Scottish Premiership mit zehn Mannschaften angesiedelt. Der United Rugby Championship übergeordnet sind die zusammen mit Mannschaften aus England, Frankreich, Irland, Italien, Südafrika und Wales ausgetragenen internationalen Pokalwettbewerbe European Rugby Champions Cup und EPCR Challenge Cup. Die höchste Frauen-Rugby-Union-Liga ist die Scottish Women’s Premiership, an der sieben Mannschaften teilnehmen.
Als größte Ehre für schottische Spieler gilt es, alle paar Jahre mit den British and Irish Lions auf Tour in die Südhemisphäre zu gehen, um gegen die All Blacks aus Neuseeland, die Springboks aus Südafrika oder die Wallabies aus Australien anzutreten.

## Geschichte
Die Scottish Rugby Union wurde 1873 als Scottish Football Union (SFU) gegründet und ist damit nach der englischen Rugby Football Union (RFU) der zweitälteste Rugbyverband der Welt. Die schottische Nationalmannschaft hatte 1871 das erste Länderspiel der Historie gegen England bestritten und mit 4:1 gewonnen. 1886 gründete die SFU zusammen mit der Irish Rugby Football Union (IRFU) und der Welsh Rugby Union (WRU) den International Rugby Football Board (IRFB, heute World Rugby).
1924 benannte sich die SFU in Scottish Rugby Union um. Eine der ersten und wichtigsten Entscheidungen der SRU war der Umzug von Inverleith in das Murrayfield Stadium, wo seit 1925 die Länderspiele Schottlands ausgetragen werden.
Als im Zuge der Professionalisierung des Sports der Heineken Cup entstand, bildete der Verband regionale Teams, um den schottischen Mannschaften mehr Chancen im internationalen Vergleich zu bieten. So entstanden die Border Reivers, Edinburgh Rugby, die Glasgow Warriors und die Caledonia Reds. Zunächst agierten die angestellten Spieler auch für ihre Heimatvereine, was aber bald aufgrund des ausgelasteten Kalenders nicht mehr möglich war.
Aufgrund des Umbaus des Murrayfield Stadiums und der vier zu finanzierenden Teams kam der Verband in finanzielle Schwierigkeiten. Nach zwei Spielzeiten sah man sich gezwungen, die vier Mannschaften zu zwei zu fusionieren. So entstanden die Edinburgh Reivers und die Glasgow Caledonians. Die Border Reivers kehrten 2002 zurück, 2007 endete jedoch die zweite Ära des Vereins aufgrund von anhaltenden Schwierigkeiten.
Mit dem Beitritt der Fédération Internationale de Rugby Amateur (FIRA; heute Rugby Europe) zur IRR im Jahr 1999 wurde Schottland auch Mitglied der kontinentalen Dachorganisation.

## Logo
Die Distel ist die Nationalpflanze Schottlands und das Symbol der schottischen Nationalmannschaft. Einer Legende zufolge spielte die „beschützende Distel“ eine entscheidende Rolle bei der Verteidigung Schottlands gegen nächtlich angreifende Wikinger, als einer von ihnen barfuß auf eine Distel trat und sein Schmerzensschrei die schottischen Verteidiger warnte. Die lateinische Losung Nemo me impune lacessit (dt.: „Niemand reizt mich ungestraft“) war der Wahlspruch der schottischen Monarchen und er ist dies immer noch des Distelordens und der Scots Guards.